# Hemicyprideis nichuptensis
Hemicyprideis nichuptensis is een mosselkreeftjessoort uit de familie van de Cytherideidae. De wetenschappelijke naam van de soort is voor het eerst geldig gepubliceerd in 1994 door Krutak.